# Purpurinidae
I Purpudinae Zittel, 1895 sono una famiglia estinta di molluschi gasteropodi marini, vissuti tra il Permiano superiore o Lopingiano (circa 259 milioni di anni fa) ed il Cretacico inferiore (circa 112 milioni di anni fa).

## Distribuzione
I fossili sono stati rinvenuti in Europa (Portogallo, Francia, Lussemburgo, Germania, Austria, Italia, Polonia, Ungheria, Slovenia e Romania), Asia (Israele, Giordania, Arabia Saudita, Iran, Pakistan, India e Giappone), Nordamerica (Groenlandia, Stati Uniti e Messico) e Africa (Tunisia, Etiopia, Kenya e Tanzania).

## Tassonomia
Sono stati descritti i seguenti generi:
- † Parangularia Kutassy, 1933
- † Purpurina d'Orbigny, 1850
- † Purpuroidea Lycett, 1848
- † Tretospira Koken, 1892
- † Werfenella Nützel, 2005

Secondo il World Register of Marine Species (WoRMS), conforme alla classificazione dei gasteropodi di Bouchet & Rocroi del 2017, la famiglia contiene due generi:
- † Cretadmete Blagovetshenskiy & Shumilkin, 2006
- † Purpurina d'Orbigny, 1850